# Reserva Natural de Poronaysky

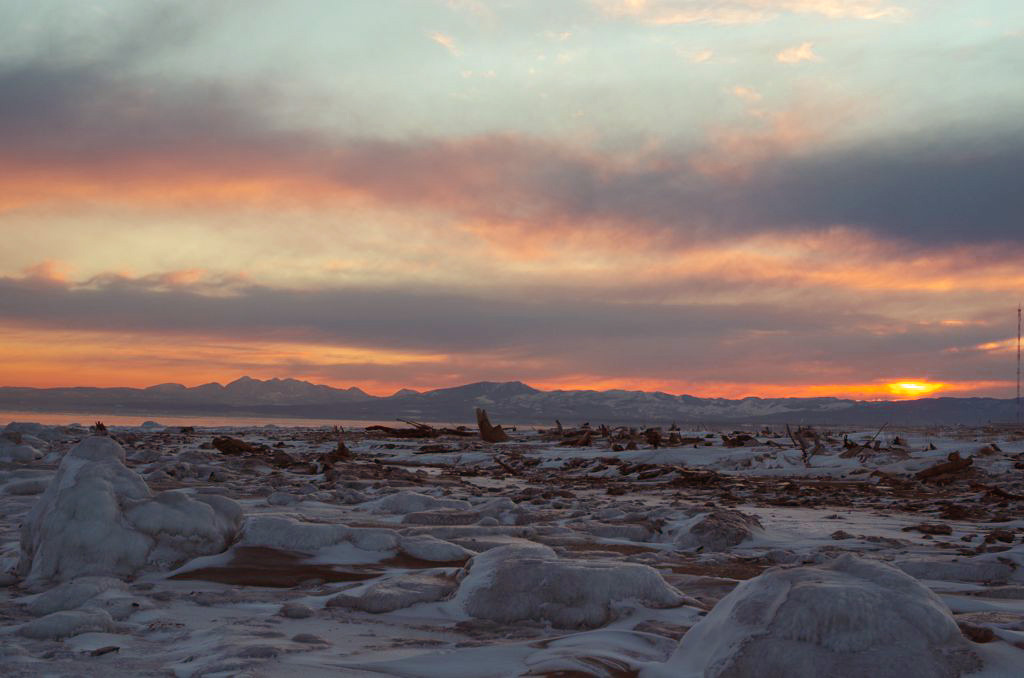
Paisagem da Reserva Poronaysky, Distrito de Poronaysky, capturada por Makhamarkin em 18 de janeiro de 2014.

A Reserva Natural de Poronaysky (em russo:  Поронайский заповедник) é uma área protegida na Rússia, que cobre o Cabo da Paciência, no lado oriental da ilha de Sacalina, no Extremo Oriente Russo. Um propósito específico da reserva é proteger os rochedos para os pássaros árticos em Cabo Paciência, que é uma península de 65 quilómetros que se estende no mar de Okhotsk. A reserva inclui a parte sul do leste das montanhas de Sacalina. A reserva está situada no distrito de Poronaysky, no Oblast de Sacalina, 50 km a leste da cidade regional de Poronaysk. A reserva tem uma área de 44 mil hectares, e a autoridade máxima é o Ministério dos Recursos Naturais e Ecologia da Federação Russa.

## Topografia
A reserva de Poronaysky é delimitada no norte pelo centro da Ilha de Sacalina, no leste e no sul pelo mar de Okhostsk, e no oeste pelo Golfo da Paciência. O rio Poronay não corre na reserva, mas flui para o Golfo da Paciência, a oeste do território protegido. A reserva tem uma densa rede de rios menores em planícies, o que levou à existência de vários lagos.

## Clima e eco-região
Poronaysky está localizada na eco-região da taiga da ilha de Sacalina. Esta eco-região abrange toda a ilha de Sacalina, exceto a ponta sul. A ilha separa o Mar de Okhotsk do Mar do Japão. Muitas vezes, a ilha é ligada ao continente russo pelo gelo, através de um estreito de cinco milhas. A eco-região é caracterizada por uma floresta de coníferas sub-árcticas molhadas, dominada por abetos e alguma tundra.
O clima de Poronaysky é um clima continental húmido, caracterizado por longos invernos frios e verões curtos e frescos. Em Poronaysky, há mais de 100 tempestades por ano (havendo uma precipitação média de 600 mm / ano), com nevoeiro frequente no verão. A temperatura média do ar em Janeiro é de -18,1 ° C, em julho 12,6 ° C.